# Paige Turco
Jean Paige Turco (ur. 17 maja 1965 w Springfield) – amerykańska aktorka.
Zadebiutowała występem w operze mydlanej „Guiding Light” stacji CBS w 1987. Pierwszą rolę kinową otrzymała w 1991, zagrała April O’Neil w „Wojownicze Żółwie Ninja II: Tajemnica szlamu”. Od 2014 roku gra jedną z ról pierwszoplanowych w serialu The 100.